# Inkwanca
Inkwanca es un municipio de la provincia de Cabo Oriental en Sudáfrica, con una población estimada en marzo de 2016 de 24 087 habitantes.
Se encuentra en el centro-norte de la provincia, cerca de la frontera con la provincia del Estado Libre.